# Pandanán
Pandanán es un barrio rural  del municipio filipino de tercera categoría de Balábac perteneciente a la provincia  de Paragua en Mimaro,  Región IV-B.
En 2007 Pandanán contaba con 924 residentes.

## Geografía
El municipio insular de Balábac se encuentra situado en el extremo meridional de la provincia. Lo forman la isla de Balábac y otras menores: Pandanán, Bugsuk, Bancalaán, Ramos y de Mangsi
Linda al norte con la isla de  La Paragua, considerada continental;  al sur con el estrecho de Balábac que nos separa de  las islas de Balambangan y de Banguey (Banggi), adyacentes a la de Borneo y  pertenecientes al estado de Sabah en Malasia;  al este con Mar de Joló; y a poniente con el Mar del Oeste de Filipinas.
Este barrio, insular, se sitúa al norte del municipio. Comprende la isla del mismo nombre y los islotes de Patongong, Canimerán y Dalahicán, grupo situados entre Paragua y Balábac.
Su término linda al norte con el brazo de mar que le separa del municipio de Bataraza, barrio de Buliluyán,  situado en la parte continental de la isla de La Paragua;
al sur con las islas que forman el barrio insular de Bancalaán: isla del mismo nombre y la de Mantangule; 
al  este con la isla de Bugsuk  dividida entre los barrios de Nueva Cagayancillo (Bugsuk) y de Sebaring;
y al oeste con la mar, islotes de Canimerán y de Patongong.
En la cara norte de la isla se encuentra la bahía de Lookapo.

### Demografía
El barrio  de Pandanán contaba  en mayo de 2010 con una población de 972 habitantes.
Comprende los sitios de Bacabaca, de Capandang, de Dalahicán, de Pandanán, de Tagbinuang, de Calumbe  y de Camilet.

## Historia
Balábac formaba parte de la provincia española de  Calamianes, una de las 35 del archipiélago Filipino, en la parte llamada de Visayas. Pertenecía a la audiencia territorial  y Capitanía General de Filipinas, y en lo espiritual a la diócesis de Cebú.
De la provincia de Calamianes se segrega la Comandancia Militar del Príncipe, con su capital en Príncipe Alfonso, en honor del que luego sería el rey Alfonso XII, nacido en 1857.